# Castor au Royaume-Uni

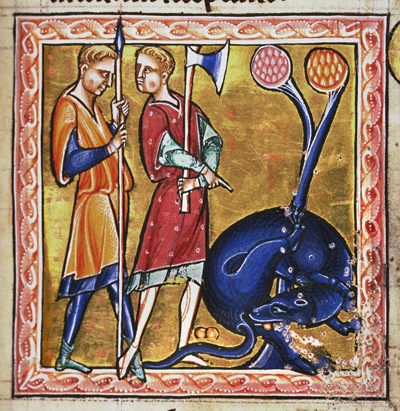
Castor du bestiaire d'Aberdeen,vers 1200.

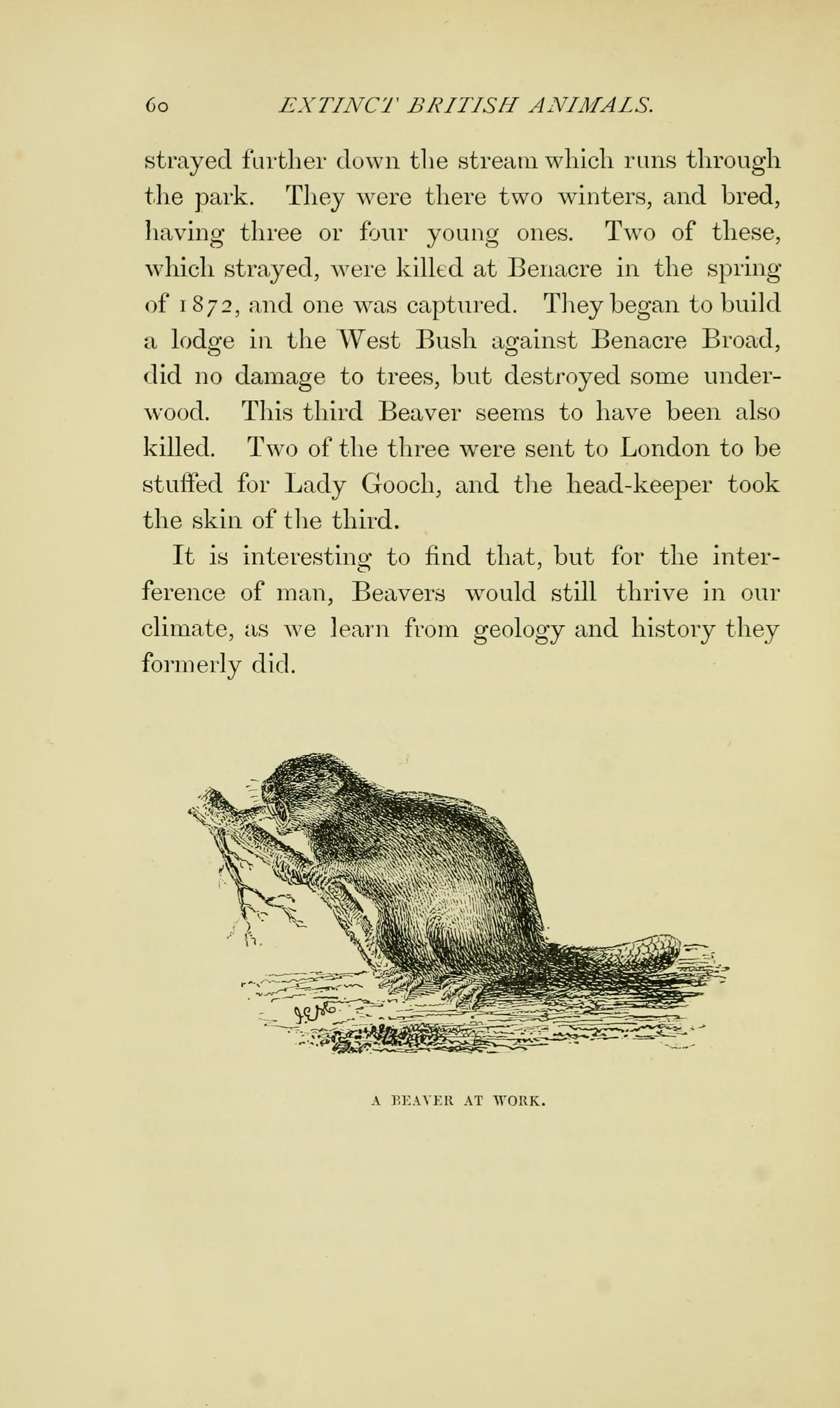
Page du livre British animals extinct within historic times : with some account of British wild white cattle, de James Edmund Harting, 1880.

Le castor au Royaume-Uni est la population de Castor fiber qui s'est développée au Royaume-Uni depuis sa réintroduction au cours du XXIe siècle, après avoir été exterminée du pays dès le XVIe siècle.

## Histoire ancienne
Intensément chassés pour leur fourrure et leurs glandes, les castors disparaissent d'Angleterre et du Pays de Galles au XIIe siècle puis d'Écosse au XVIe siècle.

## Dans la culture
En anglais, castor se dit beaver. Le verbe to beaver signifie « travailler vigoureusement ».